# Capitaine Scarlet
Capitaine Scarlet (Captain Scarlet and the Mysterons) est une série télévisée britannique créée par Gerry et Sylvia Anderson et diffusée entre le 28 septembre 1967 et le 14 mai 1968 sur ATV.
Elle est diffusée sur Télé Luxembourg à la fin des années 1960 dans l’émission L’École buissonnière[réf. nécessaire], au Québec à partir du 5 octobre 1968 à Télé-Métropole, et en France à partir du 27 janvier 1993 sur M6. Rediffusion sur AB1, sur Ciné FX et sur Game One.
Tout comme Les Sentinelles de l'air qui l'a précédée, cette série utilise le procédé de marionnettes Supermarionation.

## Synopsis
En 2068, lors d'une mission d'exploration martienne destinée à découvrir la provenance de signaux extra-terrestres, une équipe d'astronautes dirigées par le capitaine Black, un officier du Spectrum, découvre une immense cité lumineuse dissimulée dans les montagnes ; cette ville est le domaine des Mysterons, des entités incorporelles en apparence pacifiques. Mais le capitaine Black cède à la panique à la vue d'équipements de surveillance braqués sur eux, qu'il imagine être des armes, et ordonne de ce fait d'ouvrir le feu sur la cité. Rendus furieux par cet assaut inopiné, les Mysterons déclarent la guerre à l'humanité et prennent le contrôle de deux agents du Spectrum pour servir leurs plans : le capitaine Black lui-même, et un autre homme connu sous le pseudonyme de capitaine Scarlet. Mais, désormais sous l'influence des Mysterons et alors qu'il détient le président mondial au haut d'une tour, après un échange de tirs avec le capitaine Blue, son collègue et ami, Scarlet chute et trouve la mort. Ramené secrètement à sa base par les agents de Spectrum, Scarlet revient mystérieusement à la vie, désormais indestructible et libéré de l'influence des Mysterons. Réhabilité dans les rangs de Spectrum, il devient bientôt le meilleur atout de l'organisation militaire Spectrum dans sa lutte contre les Mysterons.

## Fiche technique
- Titre original : Captain Scarlet and the Mysterons
- Titre français : Capitaine Scarlet
- Création : Gerry et Sylvia Anderson
- Réalisation : Ken Turner, Robert Lynn, Alan Perry, Brian Burgess, Leo Eaton
- Scénario : Gerry and Sylvia Anderson, Tony Barwick
- Image : Julien Lugrin, Ted Catford, Paddy Seale
- Montage : Bob Dearberg, Harry MacDonald, John Beaton
- Musique : Barry Gray
- Production : Reg Hill
- Sociétés de production : Century 21 Television
- Société de distribution : ITC
- Pays d'origine : Royaume-Uni
- Langue originale : anglais
- Format : couleur — 35 mm — 1,33:1 — son mono
- Genre : Marionnettes, science-fiction, espionnage
- Nombre d'épisodes : 32 (1 saison)
- Durée : 25 minutes
- Dates de première diffusion :
  -  Royaume-Uni : 28 septembre 1967
  -  Québec : 5 octobre 1968
  -  France : 27 janvier 1993

## Distribution

### Voix originales
- Francis Matthews : Paul Metcalfe alias Captain Scarlet
- Ed Bishop : Adam Svenson, Captain Blue
- Donald Gray : Charles Gray, Colonel White
- Donald Gray : Conrad Turner, Captain Black
- Cy Grant : Seymour Griffiths, Lieutenant Green
- Jeremy Wilkin : Richard Fraser, Captain Ochre
- Gary Files : Patrick Donaghue, Captain Magenta
- Paul Maxwell : Bradley Holden, Captain Grey
- Charles Tingwell : Edward Wilkie, Doctor Fawn
- Elizabeth Morgan : Juliette Pontoin, Destiny Angel
- Janna Hill : Karen Wainwright, Symphony Angel
- Liz Morgan : Dianne Simms, Rhapsody Angel
- Sylvia Anderson : Magnolia Jones, Melody Angel
- Liz Morgan Lian-Shin : Chan Kwan, Harmony Angel

## Liste des épisodes
1. Les Mysterons (The Mysterons)  États-Unis &  Royaume-Uni
2. Terreur dans les airs (Winged Assassin)  Royaume-Uni
3. Big Ben a sonné (Big Ben Strikes Again)  Royaume-Uni
4. Chasse à l'homme (Manhunt)  Australie
5. Avalanche (Avalanche)  Canada
6. Cache-cache (White as Snow)  Canada
7. Le Piège (The Trap)  Royaume-Uni
8. Sur la table d'opération (Operation Time)  Espagne
9. La Revanche du Spectrum (Spectrum Strikes Back)  Afrique du Sud
10. Loyauté mise à l'épreuve (Special Assignment)  États-Unis
11. Le Cœur de New York (The Heart of New York)  États-Unis
12. Lunarville 7 (Lunarville 7)  États-Unis
13. La Mort aux trousses (Point 783)  Israël
14. Un défilé meurtrier (Model Spy)  France
15. Sauve qui peut (Seek and Destroy)  France
16. Fusée au large (Renegade Rocket)  Nouvelle-Zélande
17. Cratère 101 (Crater 101)  États-Unis
18. Vue de Mars (Shadow of Fear)  Chine
19. Rendez-vous dangereux (Dangerous Rendezvous)  Groenland
20. Alerte à la tour de forage (Fire at Rig 15)  Arabie saoudite
21. La Résurrection en double (Treble Cross)  États-Unis
22. Vol 104 vers Genève (Flight 104)  Suisse
23. Place des Anges (Place of Angels)  Royaume-Uni
24. Un temps glacial (Noose of Ice)  Canada
25. Expo 2068 (Expo 2068)  États-Unis
26. Menace de mort (The Launching)  États-Unis
27. Un tueur en série (Codename Europa)  Royaume-Uni
28. Ruée vers la terre (Inferno)  Allemagne
29. Traitre (Traitor)  Australie
30. Un dangereux champagne (Flight to Atlantica)  Union européenne
31. Attaque sur Cloudbase (Attack on Cloudbase)  Arabie saoudite
32. L'Interrogatoire (The Inquisition)  Allemagne de l'Est

## Production
Cette série, réalisée par Gerry Anderson, succède à Thunderbirds (Les Sentinelles de l'air) et introduit une nouvelle dimension à la technique de la Supermarionation, les marionnettes utilisées ici étant plus réalistes que celles des productions antérieures. Capitaine Scarlet se distingue aussi par un scénario plus sombre qu'avant, sur fond d'espionnage, d'enlèvement par des extraterrestres et de terrorisme international. Enfin, à la différence de Thunderbirds, où l'humanité nous est montrée de manière positive, Capitaine Scarlet est à replacer dans un contexte de guerre froide qui véhicule une image beaucoup plus pessimiste de la civilisation humaine : ici, ce sont en effet les Terriens qui ont (involontairement) déclenché les hostilités avec les Mysterons. La paranoïa est omniprésente tout au long des 32 épisodes, et les Humains apparaissent bien souvent impuissants face aux pouvoirs des extraterrestres.
À noter que les Mysterons n'apparaissent jamais à l'écran ; en effet, les producteurs ont choisi d'en faire des entités invisibles composées d'énergie afin de lutter contre le vieillissement de la série. Seule leur voix est entendue, généralement au début de chaque nouvel épisode, accompagnée de deux "cercles" lumineux ressemblant à des yeux, flottant en superposition sur l'image.

## Autour de la série
- Le thème des martiens tentant l’invasion de la terre en dupliquant les êtres humains est déjà présent dans The Day Mars Invaded Earth de Maury Dexter en 1963.

- En 2005, un remake intitulé Gerry Anderson's New Captain Scarlet a été diffusé en France sur Game One.

## DVD (France)
L'intégrale de la série est sortie en deux coffrets DVD chez LCJ Éditions et Productions, uniquement en français :
- Captain Scarlet Volume 1 : 16 épisodes (4 DVD) le 15 octobre 2013[2].
- Captain Scarlet Volume 2 : 16 épisodes (4 DVD) le 3 mars 2015[3].